# Adam Kozák
Adam Kozák (11 de julho de 1999) é um voleibolista profissional Tcheco, jogador posição ponta.

## Títulos
Clubes
Copa da Checa:
- 2017

Campeonato Checa:
- 2017, 2018